# Guillaume Amfrye de Chaulieu

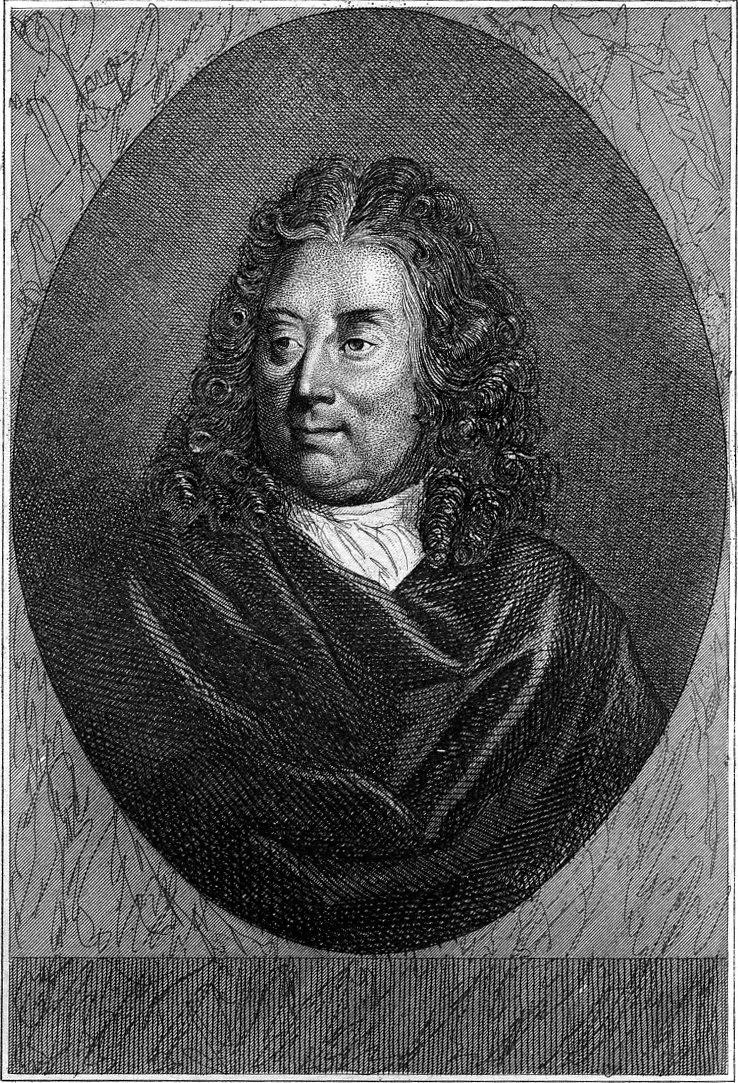
Kupferstich des Guillaume Amfrye de Chaulieu von Charles Devrits

Guillaume Amfrye, abbé de Chaulieu (* 1639 in Fontenay-en-Vexin, Département Eure; † 27. Juni 1720 in Paris) war ein französischer libertinistischer Dichter.

## Leben
Sein Vater, ein Rechnungsbeamter in Rouen, schickte ihn zur Priesterausbildung auf das Collège de Navarre in Paris, wo er sich durch besondere Gelehrsamkeit hervortat. Er fand Gefallen beim Herzog von Vendôme, der ihm unter anderen Pfründen die Abtei von Aumale im Département Seine-Maritime zusprach.
Der Herzog und sein Bruder Philippe, der Großprior des Malteserordens in Frankreich war, versammelten zu dieser Zeit im Pariser Bezirk Le Temple einen epikureischen Zirkel um sich.
Chaulieu wurde zum ständigen Begleiter und Ratgeber der Prinzen. Er unternahm eine Reise nach Polen im Gefolge des Marquis de Béthune, da er sich Hoffnungen auf eine Karriere am Hofe Johanns III. Sobieski machte. Er nahm an einem Feldzug des polnischen Königs gegen die Ukraine teil, kehrte aber nach Paris zurück, da er in Polen nicht erfolgreich gewesen war. Saint-Simon berichtet, Chaulieu habe seinem Schutzherrn, dem Großprior Philippe, beim Betrug am Herzog von Vendôme geholfen; der König habe daraufhin den Prinzen befohlen, Chaulieu den Zugriff auf ihr Eigentum zu entziehen, was zumindest Charles-Augustin Sainte-Beuve zurückwies, der Saint-Simon als Mitwisser betrachtete.
In seinen letzten Jahren verbrachte Chaulieu die meiste Zeit am Hofe der Herzogin von Maine in Sceaux, wo er zum vertrauten und aufopfernden Freund Marguerite de Launays (1693–1750) wurde, mit der er einen Briefwechsel begann.
Chaulieu trat als Dichter der Vers de société hervor, Fontenay und La Retraite gehören zu den bekanntesten Gedichten aus dem Geist der Poésie fugitive. In Philipon de la Madelaines (1734–1818) Komödie Chaulieu à Fontenay (1800) wurde er selbst zum Thema eines Schauspiels.

## Werk
Chaulieus Werk wurde gemeinsam mit dem seines Freundes Charles Auguste de La Fare in den Jahren 1714, 1750 und 1774 publiziert und ist seitdem in mehreren Neuauflagen erschienen.
- Lettres inédites de l’abbé de Chaulieu. Paris 1850
- Poésies de Chaulieu. Paris 1825
- Œuvres de Chaulieu. Genf 1968